# Laurent d'Arvieux
Laurent d'Arvieux (1635–1702) foi um viajante e diplomata francês nascido em Marselha.
É conhecido pelas suas viagens ao Médio Oriente, iniciadas em 1654 enquanto mercador no porto Otomano de Smyrna. A partir de 1658 viajou pelo Levante (Líbano, Síria e Palestina) e em 1666 visitou a Tunísia. Mais tarde regressa à França, e em 1674-75 foi colocado como cônsul em Argel, e mais tarde como cônsul em Alepo (de 1679 a 1686).
Durante as suas viagens foi testemunha das sociedades Árabes e Turcas, ganhando uma importante visão envolvendo todas as facetas de suas culturas e costumes. Familiarizou-se com as línguas da região, e aprendeu a falar Árabe, turco, persa, Hebraico e línguas sírias. Devido ao seu conhecimento social turco, colaborou com Molière no desenvolvimento de Le Bourgeois gentilhomme.
Laurent d'Arvieux deixou um manuscrito de suas memórias, tendo sido em parte editada por Jean de la Roque (1661-1745) e publicado em 1717 sob o título Voyage dans la Palestine. Mais tarde as memórias seriam publicadas na íntegra por Jean-Baptiste Labat (1663-1738) como Mémoires du chevalier d'Arvieux (6 volumes, 1735).